# Una O'Connor
Una O'Connor (Belfast, 23 de octubre de 1880 - Nueva York, 4 de febrero de 1959) fue una actriz irlandesa que trabajó principalmente en el teatro antes de destacar en el cine. 
Favorita del director James Whale, entre sus papeles más exitosos y recordados están los de los personajes cómicos de las películas El hombre invisible (1933) y La novia de Frankenstein (1935).